# Pisaura mirabilis
La araña pisaura europea o araña ladrona (Pisaura mirabilis) es una especie de araña de la familia de los pisáuridos. 
El macho de esta especie ofrece regalos de alimentos a las posibles compañeras. Algunos fingen la muerte, manteniendo alimentos en la boca, y cuando la hembra se acerca y trata de tomar la comida a distancia, el macho salta hacia atrás de la hembra para el coito. Este es un ejemplo de un comportamiento inicialmente desarrollado para protegerse de los depredadores,  adaptándose a un nuevo propósito. La estrategia de hacerse el muerto sube a más del doble de probabilidades de conseguir con éxito la copulación, del 40% al 89%.  Esta araña lleva la ooteca con sus quelíceros hasta que llega el momento de la eclosión, y entonces la fijan a las hierbas y tejen a su alrededor una red de alimentación, donde las crías crecen hasta que se independizan.

## Descripción

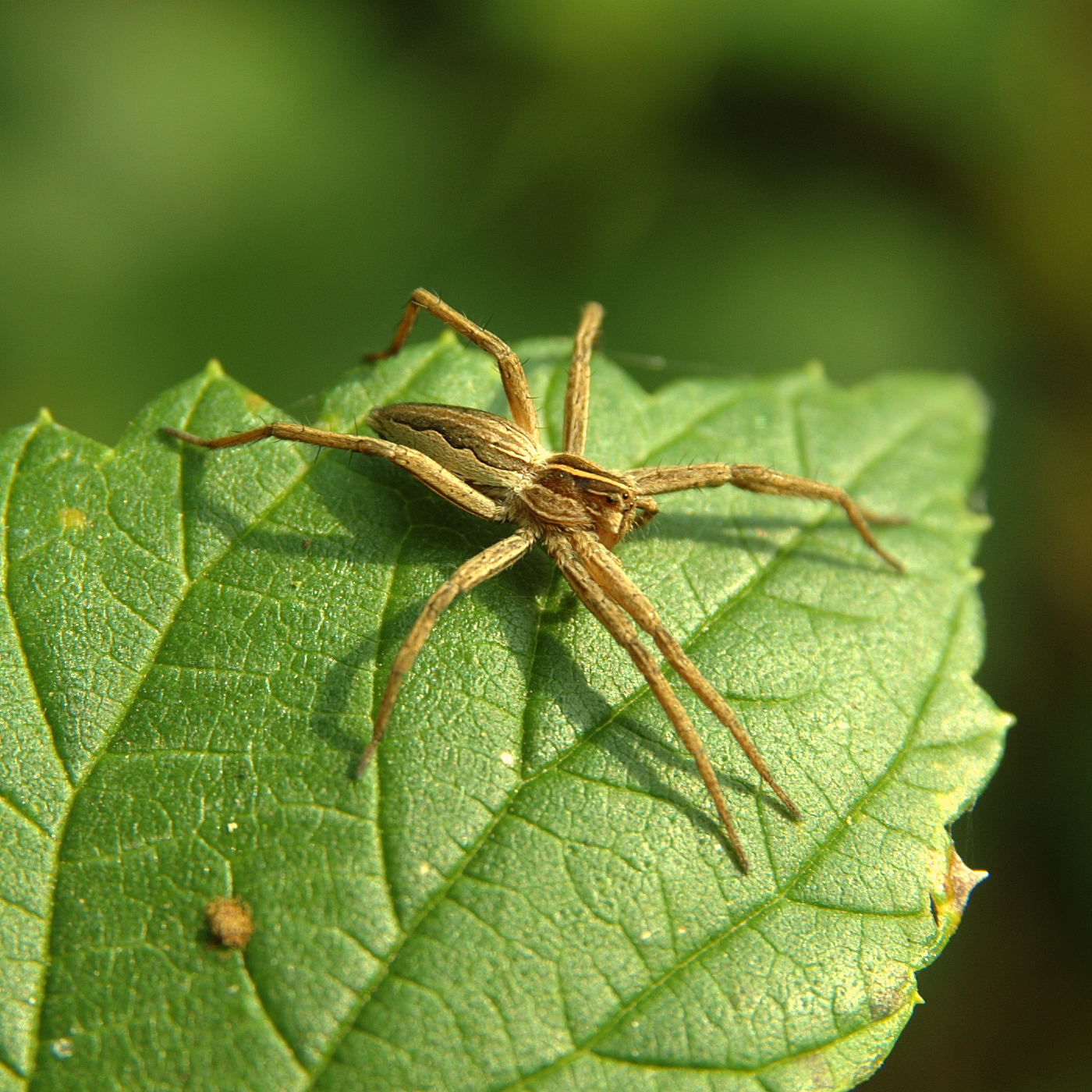
Pisaura mirabilis

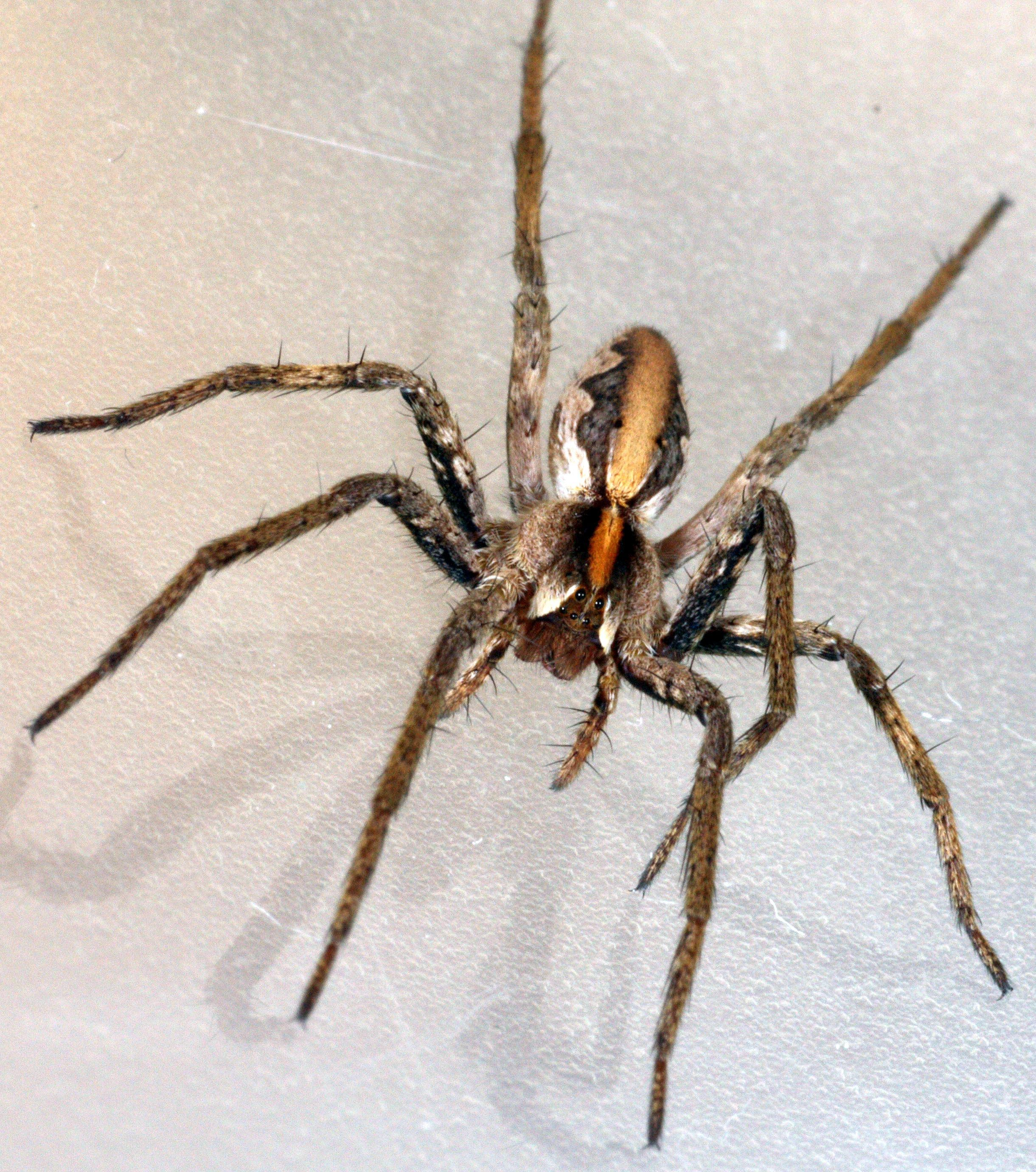
Macho

El macho mide entre 10–13 mm, y la hembra 12–15 mm.